# Komm zu mir
Komm zu mir é o segundo single da banda alemã Unheilig e o segundo e último do álbum "Phosphor", foi lançado em 07 de maio de 2001.

## Lista de Faixas
| N.º            | Título                             | Duração |  |
| 1.             | "Komm zu mir" (Radio Edit)         | 3:14    |  |
| 2.             | "Die Macht" (Remix)                | 5:46    |  |
| 3.             | "Willenlos" (Schwarze Witwe Remix) | 3:18    |  |
| Duração total: | Duração total:                     | 12:17   |  |

## Créditos
- Der Graf - Vocais/Composição/Letras/Programação/Mixagem
- José Alvarez-Brill - Produção
- Grant Stevens - Composição/Letras/Mixagem
- René Savelsberg - Guitarra[1]